# Ray Bunkell
Raymond Keith Bunkell (18 tháng 9 năm 1949 – tháng 3 năm 2000), là một cầu thủ bóng đá người Anh thi đấu ở vị trí tiền vệ tại Football League. Ông thi đấu cho Tottenham Hotspur F.C, Swindon Town F.C. và Colchester United F.C..